# Festival Pinkpop
O Festival Pinkpop, ou simplesmente Pinkpop, é um festival de rock anual que ocorre em Landgraaf, Países Baixos desde 1970. De acordo com o Livro dos recordes, é o festival anual mais antigo no mundo, acontecendo anualmente no fim de semana de Pentecostes. É também o festival de música mais antigo da Europa ainda em funcionamento.

## Nome
O termo "Pinkpop" é uma combinação de duas palavras: o Pinksteren em holandês (português: Pentecostes) e o gênero musical mais usado internacionalmente o Pop de origem inglesa e americana e deriva da abreviação de popular. Parte dos lucros do festival são doados para a Anestia International, que poderá chamar a atenção para o seu trabalho diretamente dentro e fora do palco.

## História

### Antecedentes

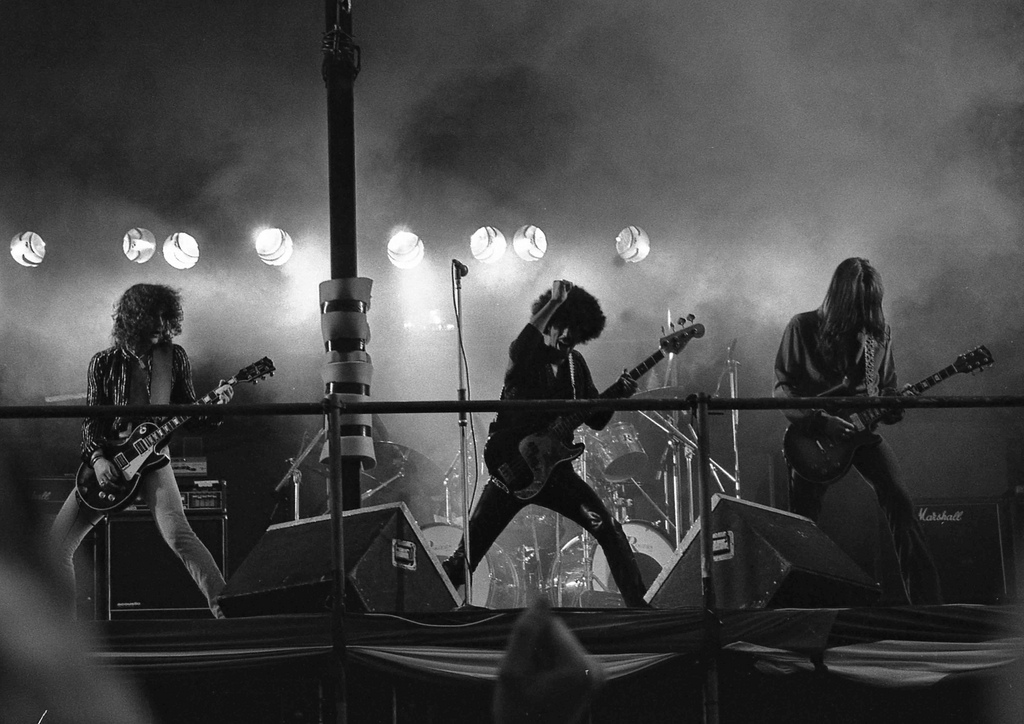
Thin Lizzy apresentado-se no Festival Pinkpop de 1978

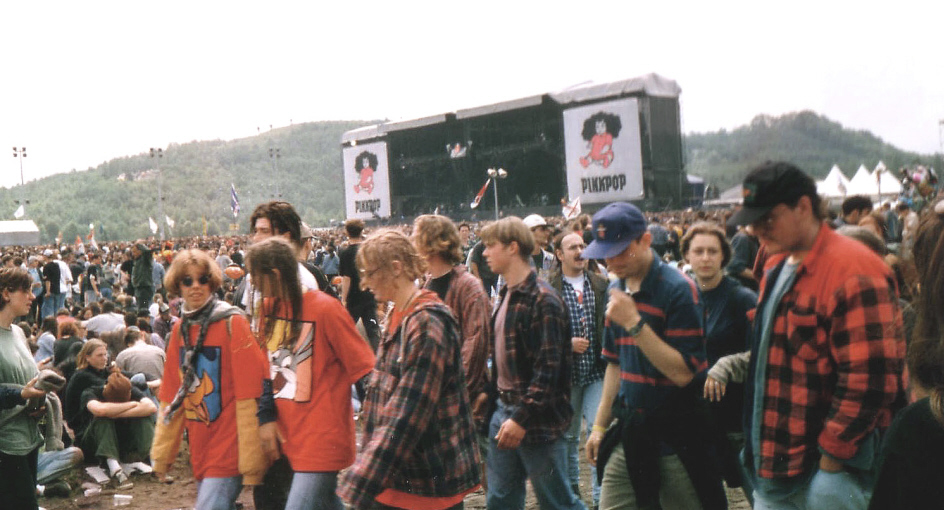
Festival Pinkpop em meados dos anos 90

O precursor do Pinkpop foi realizado na segunda-feira de Pentecostes de 1969.  Era completamente gratuito e chamou Pinknick porque as pessoas deveriam trazer sua própria comida. Somente um assado de porco e maçãs foram fornecidos gratuitamente pelos organizadores do evento. Inspirado pelo festival de Monterey de 1967, o primeiro festival de rock do mundo, várias bandas locais foram persuadidas a vir tocar no Pinkpop gratuitamente. Cerca de 10 mil visitantes foram atraídos de todos os tipos e idades.

### Criação e primeiros anos
Em 18 de maio de 1970, a primeira edição do festival foi realizada no parque de esportes em Geleen, hoje parte da municipalidade de Sittard-Geleen e tem acontecido na segunda-feira seguinte deste fim de semana. Nesse ano, bandas nacionais como Golden Earring e George Baker Selection e bandas internacionais como Keef Hartley's Big Band tocaram para dez mil pessoas. Já a segunda edição de Pinkpop em 1971 atraiu 16.000 espectadores que vieram ver as apresentações de bandas de renome internacional e nacional como Mungo Jerry, Shocking Blue e Fleetwood Mac sob a liderança de Peter Green.
Durante a edição de 1978, artistas pretos participaram pela primeira vez do festival, tais como o vocalista irlandês Phil Lynott com a sua banda de hard rock Thin Lizzy e a vocalista americana Joyce Kennedy com a sua banda de funk rock Mother's Finest. No ano seguinte, a banda britânica The Police estourou para os Países Baixos no Festival Pinkpop.

### Expansão
Aproximadamente nove anos depois, em 1988, o festival foi transferido para um terreno no município de Landgraaf, onde é realizado desde então. Na primeira edição no novo local, o festival contou com artistas e bandas internacionais como Joe Cocker e Red Hot Chili Peppers e o artista nacional Herman Brood.
Na edição de aniversário de 25 anos, em 1994, o festival foi expandido para dois dias, e recebeu nesse ano um recorde de 70.000 visitantes. Dois anos depois, foi expandido para três dias, de sábado à segunda, e atualmente é visitado por aproximadamente 60.000 pessoas (2008) em um dia com espetáculos em três palcos separados. 
Trinta e cinco anos após a sua criação, 1.5 milhões de pessoas visitaram o Pinkpop e mais de 500 apresentações musicais foram realizadas.

## Apresentações

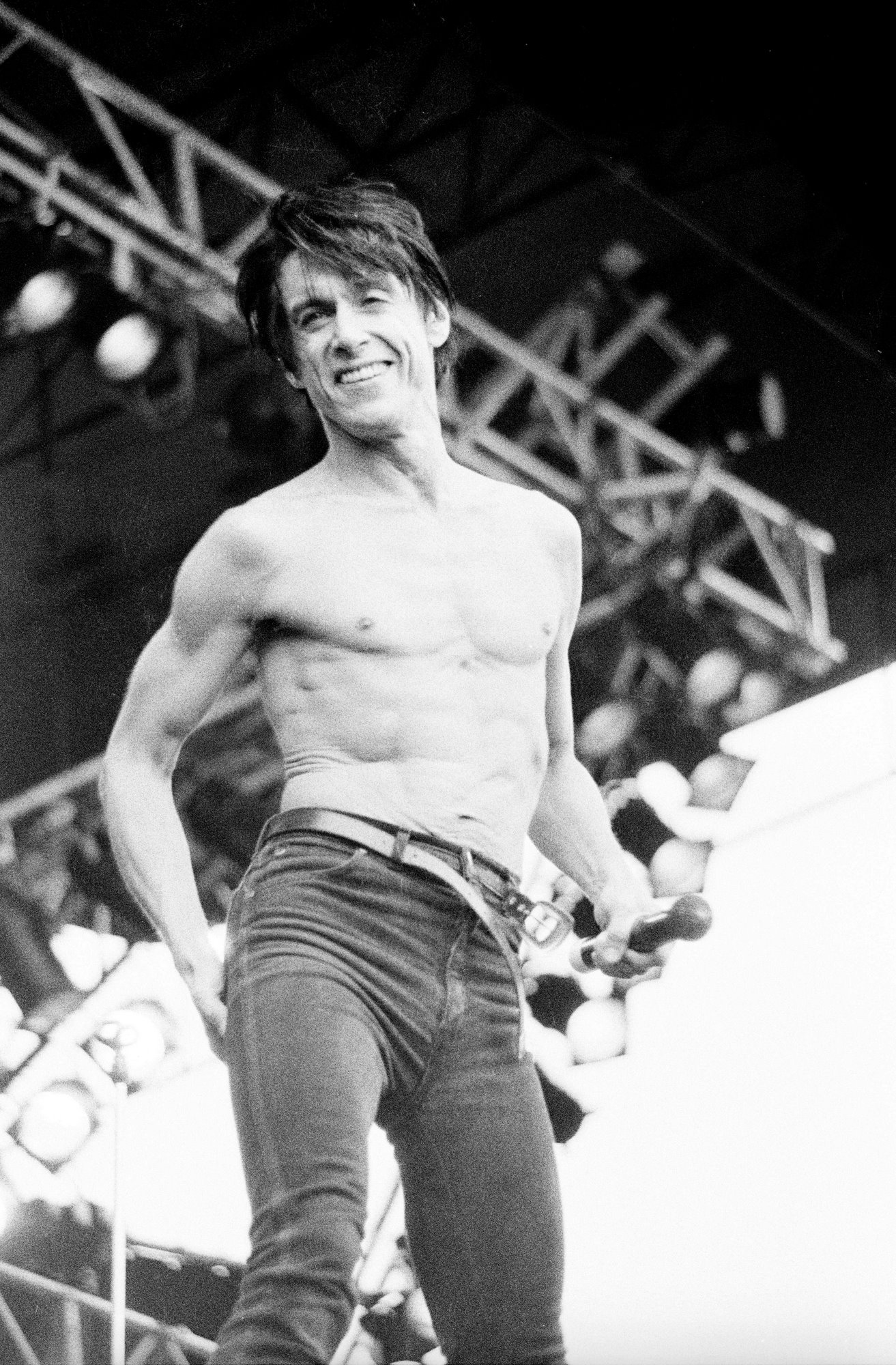
Iggy Pop no Festival PinkPop em 1987

Apresentaram-se no festival artistas e bandas do cenário nacional e internacional como The Rolling Stones, Golden Earring, Shocking Blue, Thin Lizzy, Herman Brood, The Police, Coldplay, Pearl Jam, Green Day, Deftones, Red Hot Chili Peppers,  Justin Bieber, Anouk, Motörhead, Rammstein, Morrisey, Imagine Dragons, Arctic Monkeys, Kaiser Chiefs, Linkin Park, Metallica, Katy Perry, Avicii, Kings of Leon, Foo Fighters, Paul McCartney, Nickelback, Pink, Pharrell Williams, Simple Plan, Avenged Sevenfold, Alanis Morissette, 30 Seconds to Mars, Evanescence, Within Temptation, Major Lazer, Korn, Ed Sheeran, Snow Patrol, The Cure, The Cult,  Marilyn Manson, Florence + The Machine, Franz Ferdinand, Slash, The Killers, Queens of the Stone Age, Muse,  System of a Down, entre outros.